# Thomas Kilby
Thomas Erby Kilby, né le 9 juillet 1865 et mort le 22 octobre 1943, est un homme politique démocrate américain. Il est Lieutenant-gouverneur de l'Alabama entre 1915 et 1919 puis gouverneur de l'Alabama entre 1919 et 1923.